# Маріуш Форнальчик
Маріуш Форнальчик (пол. Mariusz Fornalczyk, нар. 15 січня 2003, Битом, Польща) — польський футболіст, півзахисник клубу «Погонь» (Щецин) та молодіжної збірної Польщі.

## Ігрова кар'єра

### Клубна
Маріуш Форнальчик народився у місті Битом. Займатися футболом почав у місцевому клубі «Полонія». Саме в цьому клубі Форнальчик дебютував на дорослому рівні у Третьому дивізіоні чемпіонату Польщі.
У 2020 році футболіст перейшов до клубу Екстракласи «Погонь» (Щецин), де також паралельно виступає і в дублі команди.

### Збірна
З 2022 року Маріуш Форнальчик є гравцем молодіжної збірної Польщі.